# Chinchillakonijn

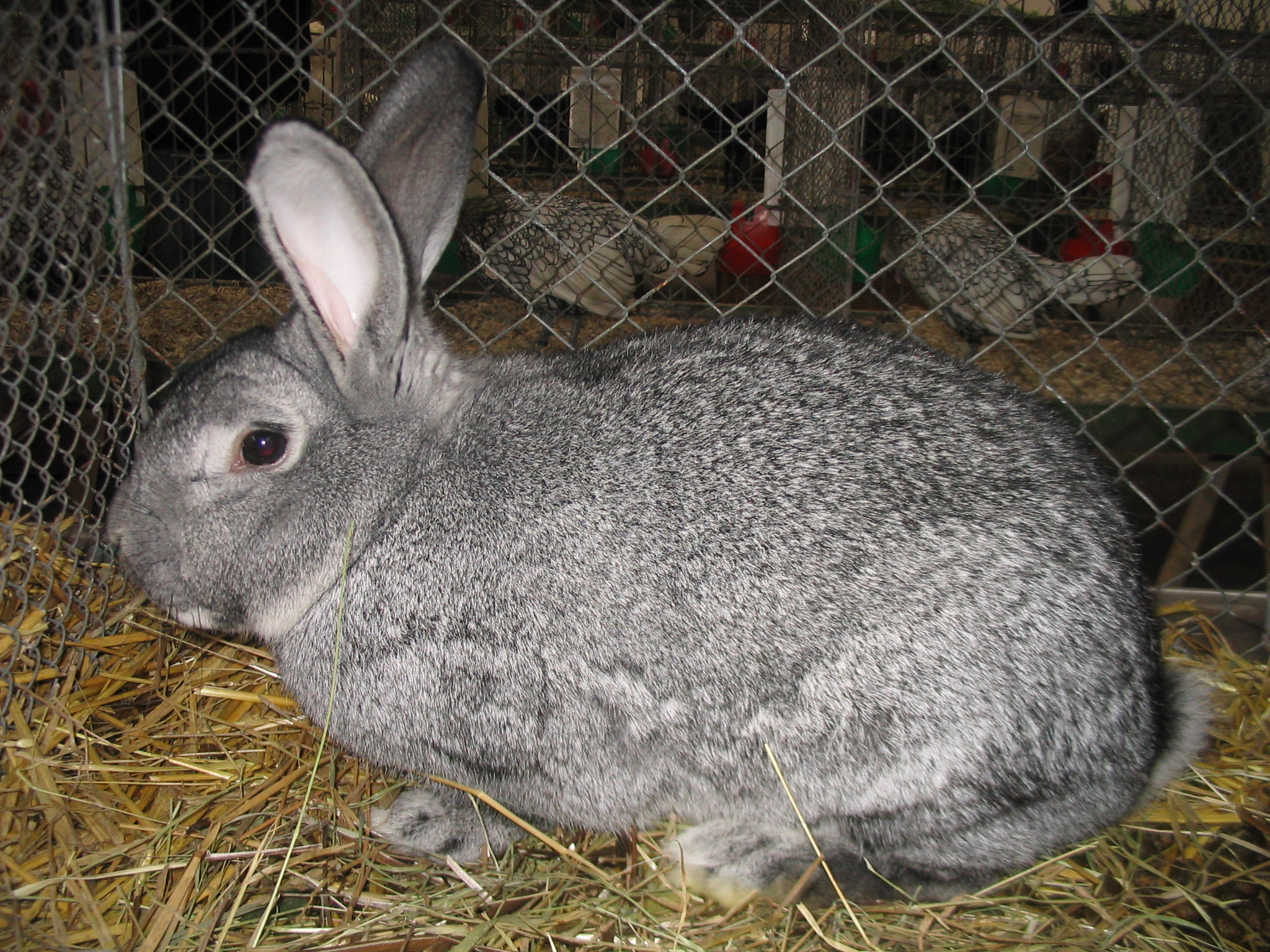
Groot chinchilla

Er bestaan twee variaties van het chinchillakonijn, de Klein chinchilla en de Groot chinchilla.
De Klein chinchilla is een Frans konijnenras en de Groot chinchilla is gelijktijdig in twee verschillende landen gefokt. In zowel Engeland als Duitsland zijn fokkers op hun eigen manier bezig geweest een grote variant van de Kleine chinchilla te creëren. Het ras is vernoemd naar het Zuid-Amerikaanse knaagdier chinchilla omdat de vacht van het konijn op de vacht van een chinchilla lijkt. Het Chinchillakonijn is een soort van wildkleurig konijn zonder alle geel- of roodachtige pigmenten. Het heeft een witte tussenkleur met een duidelijke zwarte ticking. De ticking is onregelmatig en de buik is altijd wit. De vacht dat het dichtst tegen het lichaam aan ligt is donkerblauw.

## Eigenschappen
De Groot chinchilla is overwegend rustig met een gelijkmatig temperament. Het gewicht ligt tussen de 3,5 en 5,5 kilo. Klein chinchilla´s hebben een vriendelijk karakter en een gemiddeld levendig temperament en zou goed geschikt als huisdier kunnen zijn. Het gewicht ligt tussen de 2 en 3 kilo.